# Anthony Davis (Chemiker)
Anthony P. Davis ist ein britischer Chemiker.
Davis studierte Chemie an der Universität Oxford mit dem Bachelor-Abschluss 1977 und Promotion bei Gordon H. Whitham. Als Post-Doktorand war er in Oxford bei Jack Baldwin und 1981 bei Albert Eschenmoser an der ETH Zürich. 1982 wurde er Lecturer in organischer Chemie am Trinity College Dublin. Ab 2000 war er an der University of Bristol, an der er Professor für supramolekulare Chemie ist.
2014 war er einer der Gründer der Firma Ziylo, die Forschungen zur Kohlenwasserstofferkennung auswertet. 2018 wurde sie an Novo Nordisk verkauft. Außerdem ist er an Carbometrics beteiligt (und dessen Direktor), einem Spin-off von Ziylo.
2002 erhielt er den Tilden Prize der Royal Society of Chemistry und 2015 deren Preis in physikalischer organischer Chemie. 2020 erhielt er den Robert Robinson Award für Entwurf und Synthese von selektiven Kohlenwasserstoff-Rezeptoren mit potentieller Anwendung in der Diabetes-Therapie.